# Руденко Василь Іванович
Василь Іванович Руденко (8 березня 1914, місто Харків — 2 грудня 1969, місто Львів) — український радянський журналіст, відповідальний редактор газети «Львовская правда» у 1956—1969 роках. Депутат Львівської обласної ради кількох скликань.

## Життєпис
Народився в родині залізничника. Після закінчення школи працював токарем по металу, нормувальником на харківських заводах.
З 1935 року — на журналістській роботі в місті Харкові.
Член ВКП(б) з 1937 року.
З листопада 1939 до 1946 року — в Червоній армії. Учасник німецько-радянської війни з червня 1941 року. Служив на Південно-Західному фронті, в серпні 1941 року був важко поранений біля міста Коростеня. Служив на політичній роботі в 82-му окремому місцевому стрілецькому батальйоні. З жовтня 1942 року — відповідальний секретар партійного бюро 63-го гвардійського окремого батальйону зв'язку 34-го гвардійського стрілецького корпусу Південно-Західного та 3-го Українського фронтів. З листопада 1944 року — заступник командира із політичної частини 87-го окремого батальйону зв'язку 58-ї гвардійської стрілецької дивізії 5-ї гвардійської армії 1-го Українського фронту. У 1945 році — інструктор політичного відділу 58-ї гвардійської стрілецької дивізії 5-ї гвардійської армії 1-го Українського фронту.
З 1946 року працював у харківській обласній газеті «Соціалістична Харківщина».
Після закінчення Вищої партійної школи при ЦК КПУ — заступник відповідального редактора львівської обласної газети «Львовская правда».
У лютому 1956 — 2 грудня 1969 року — відповідальний редактор львівської обласної газети «Львовская правда».
Помер 2 грудня 1969 року після важкої тривалої хвороби у Львові. Похований на Личаківському цвинтарі Львова.

## Звання
- політрук
- старший лейтенант
- гвардії капітан

## Нагороди
- два ордени Вітчизняної війни ІІ ст. (2.02.1945, 14.06.1945)
- орден Трудового Червоного Прапора
- орден «Знак Пошани» (4.05.1962)
- орден Червоної Зірки (4.10.1943)
- медаль «За визволення Праги» (1945)
- медаль «За перемогу над Німеччиною у Великій Вітчизняній війні 1941—1945 рр.» (1945)
- медалі